# Trịnh A Sáng
Trềnh A Sáng (4 tháng 11 năm 1962 - 3 tháng 6 năm 2025) là cựu kỳ thủ cờ tướng đội cờ Thành phố Hồ Chí Minh. Trong sự nghiệp, ông từng 7 lần vô địch cờ tướng Việt Nam (kỷ lục quốc gia). Ông còn là Đặc Cấp quốc tế đại sư, ông có biệt danh là "Túy Kỳ Tiên".

## Xuất thân lao động
Ông sinh ngày 4 tháng 11 năm 1962 tại Chợ Lớn, Sài Gòn, trong một gia đình công nhân người Việt gốc Hoa. Từ nhỏ, do ảnh hưởng môi trường, ông đã sớm bộc lộ sự quan tâm đặc biệt đến môn cờ tướng.
Thời thanh niên, từ năm 1978 đến 1982, để sinh kế, ông thường đạp xe đi giao giày dép cho các bạn hàng ở chợ Trương Minh Giảng, Nhật Tảo, An Đông, Nguyễn Tri Phương, Ông Tạ, Tân Bình... Tuy nhiên, về sau, do quá ham mê chơi cờ tướng nên thường xuyên giao hàng chậm trễ và mất mối. Sau đó, ông chuyển sang làm nghề tiện, nhưng chỉ được vài tháng rồi nghỉ và chuyên chú luyện cờ. Thời gian này, ông bắt đầu kiếm sống bằng cách tham gia những trận cờ độ bất hợp pháp và bắt đầu bước vào con đường kỳ thủ chuyên nghiệp.

## Trở thành kỳ thủ chuyên nghiệp
Thông thường, mỗi ngày ông đều dành thời gian nghiên cứu tài liệu và tập luyện cùng người bạn thân là Trương Á Minh, cũng là một danh thủ cờ tướng Việt Nam.
Mãi đến năm 1990, ông mới bắt đầu tham gia thi đấu giải. Trước tiên, ông đoạt hạng nhất giải Sùng Chính rồi chiếm huy chương vàng giải vô địch toàn thành. Hai năm sau, ông góp mặt tại giải vô địch quốc gia và xếp hạng 4. Tuy cũng có những lúc thăng trầm, cho đến hiện tại, ông là kỳ thủ nam vô địch cờ tướng Việt Nam nhiều lần nhất với 7 lần đoạt ngôi vô địch toàn quốc vào các năm 1996, 2000, 2001, 2002, 2006, 2008, 2015. Đặc biệt với 3 lần quán quân liên tiếp từ 2000 đến 2002, được làng cờ xưng tụng danh hiệu "Tam liên quán".
Trên đấu trường quốc tế, ông cũng lưu lại nhiều chiến tích như: hạng 7 cá nhân và hạng nhì đồng đội tại giải vô địch cờ tướng Thế giới lần thứ 9, năm 2005 tại thủ đô Paris (Pháp), vô địch cờ tướng Đông Nam Á năm 1996 tại Philippines, hạng 10 cá nhân và hạng 4 đồng đội giải vô địch thế giới năm 1997 tại Hồng Kông, hạng 6 cá nhân và hạng 4 đồng đội giải vô địch thế giới năm 1999 ở Thượng Hải, hạng 2 đồng đội giải vô địch châu Á năm 2000 tại Malaysia, hạng 4 cá nhân và hạng 3 đồng đội giải vô địch cờ tướng thế giới năm 2001 tại Ma Cao, hạng 2 đồng đội giải vô địch châu Á năm 2002 ở Malaysia... Ông nổi tiếng với phong độ thi đấu rất ổn định, đóng góp quan trọng vào thắng lợi chung cho đoàn Việt Nam.

## Danh hiệu làng cờ
Ông là một trong 7 kỳ thủ cờ tướng Việt Nam (tính đến năm 2010) được phong tặng danh hiệu Đặc cấp quốc tế đại sư (danh hiệu tương đương với Đại kiện tướng quốc tế ở môn cờ vua) vào năm 2000.
Trong làng cờ Việt Nam, Trịnh A Sáng được Huấn luyện viên Lê Thiên Vị đặt biệt danh Túy Kỳ Tiên trong bài viết "Túy kỳ tiên danh chấn Đông Nam Á" đăng trên báo Thể thao Thành phố Hồ Chí Minh nhân dịp ông đoạt huy chương vàng Đông Nam Á 1996. Thật ra, ông không biết uống rượu mà chỉ thỉnh thoảng uống bia với bạn bè. Thấy vậy, ông Vị mới đặt biệt hiệu trên cho vui.

## Quan điểm chiến thuật
Theo ông, muốn thành công trong thi đấu, kỳ thủ phải có bước chuẩn bị chu đáo: "Trước khi vào giải vài tháng, tôi thường nghiên cứu để gài đối thủ vào một thế trận nào đó. Chẳng hạn như thế trận Pháo đầu hoành xa do người Trung Quốc sáng tạo, tôi nghiên cứu và sửa chữa để thi đấu và đã đạt kết quả tốt. Tuy nhiên, mỗi thế trận chỉ gây bất ngờ cho đối thủ tại giải đó mà thôi. Kết thúc giải phải bỏ thế trận đó vì đối phương thường tìm được cách hóa giải và tôi lại phải nghiên cứu, tìm tòi thế trận mới. Đặc biệt, khi thi đấu không bao giờ được phép chủ quan, xem thường đối thủ".

## Thành tích
- 7 lần Vô địch quốc gia (1996, 2000, 2001, 2002, 2006, 2008, 2015).
- 4 lần Á quân Giải Vô địch Quốc gia (1993, 1999, 2005, 2021)
- Hạng 3 Giải Vô địch Quốc gia 1997.
- Hạng 3 đồng đội thế giới (2001).
- 2 lần hạng 2 đồng đội châu Á (2000, 2002).
- Hạng 1 đồng đội Đông Nam Á (1996)
- 2 lần hạng 2 đồng đội Đông Nam Á (1998, 2000)
- Hạng 2 đồng đội Thế giới (2005)

## Qua đời
Trềnh A Sáng qua đời ngày 3 tháng 6 năm 2025, sau một thời gian dài chống chọi với căn bệnh ung thư thanh quản thời kỳ cuối. Giải đấu cuối cùng ông tham dự là Giải vô địch quốc gia 2024 vào tháng 4 năm 2024, trước khi mất hơn một năm. Kể từ đó, do sức khỏe yếu, ông không còn tham dự giải đấu nào.